# Klostergasse 3
Das Wohnhaus in der Klostergasse 3 befindet sich in der Altstadt von Dietfurt an der Altmühl. Das vermutlich auf mittelalterliche Bausubstanz zurückgehende Haus ist unter der Aktennummer D-3-73-121-19 in der Denkmalliste Bayern eingetragen.

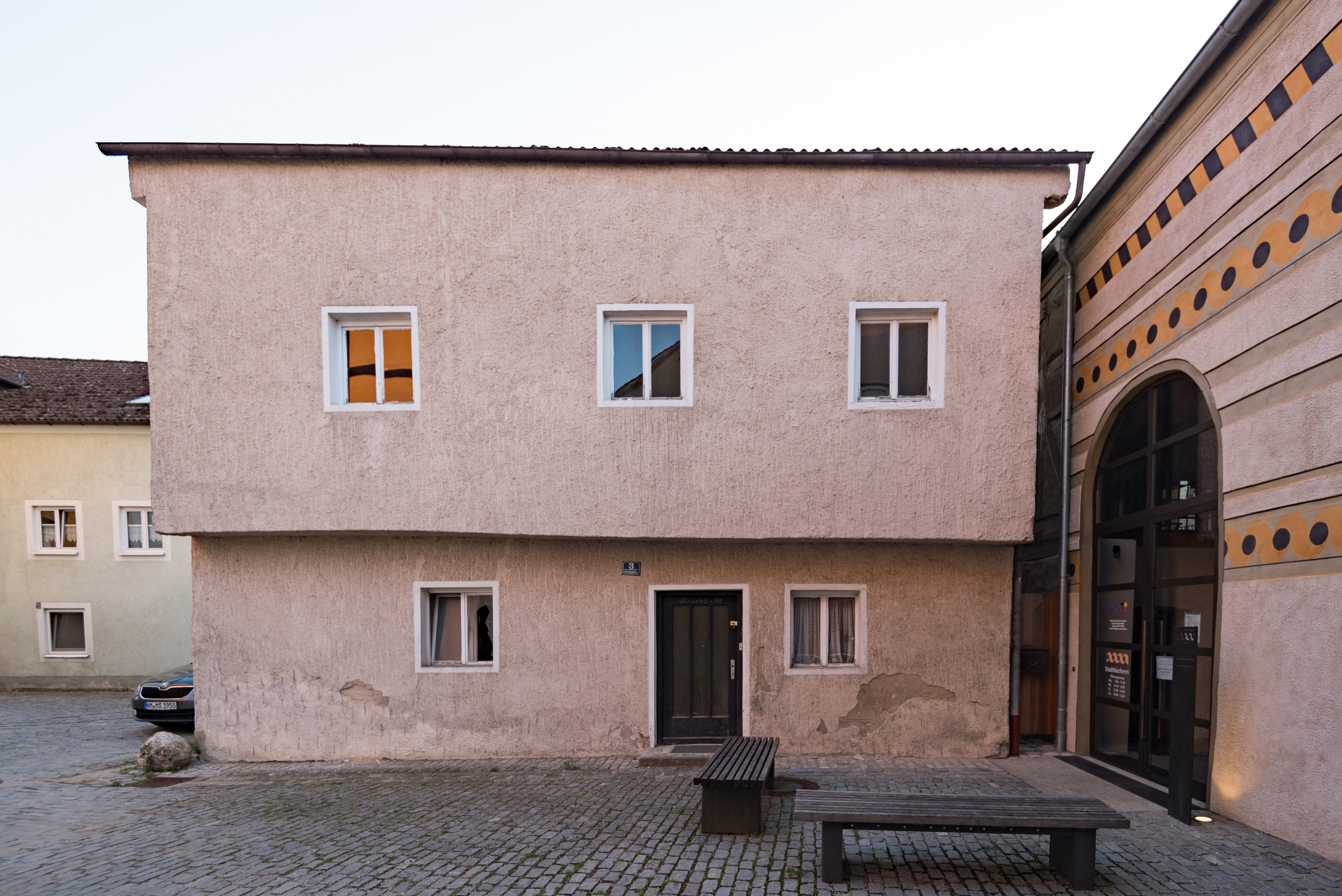
Traufseite, Ostfassade

## Lage
Das Wohngebäude schließt nördlich zum Kulturhaus an und südlich situiert sich die freistehende römisch-katholische Pfarrkirche St. Ägidius.

## Geschichte und Architektur

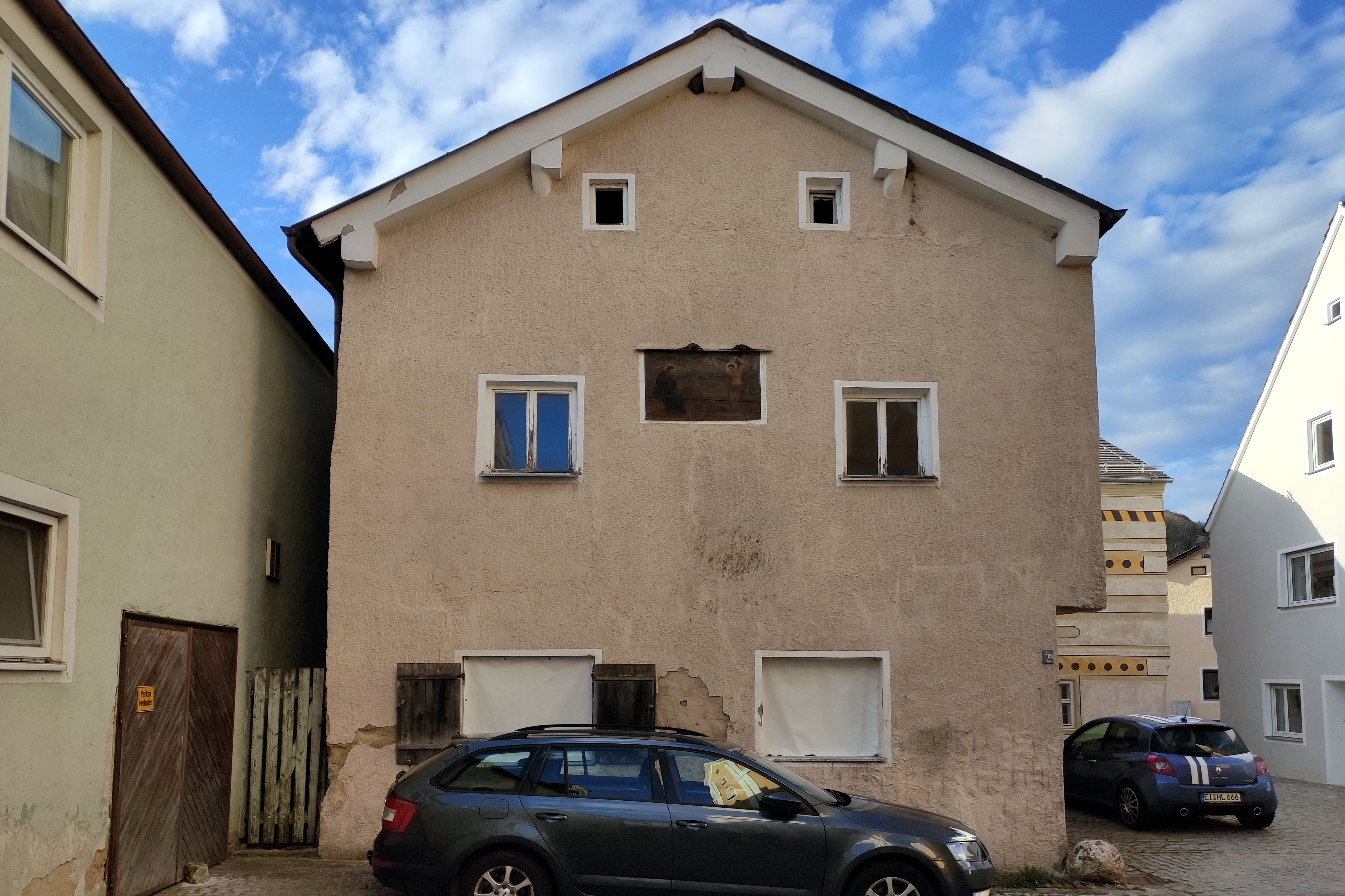
Giebelseite, Südfassade

Der zweigeschossige Eckbau besitzt ein Satteldach und stammt im Kern wohl aus dem 15. Jahrhundert. Die Traufseite ist von einem vorkragenden Obergeschoss geprägt. Auf der Giebelseite befindet sich ein historisches Bildfeld.

## Baudenkmal
Das mittelalterliche Haus steht unter Denkmalschutz und ist im Denkmalatlas des Bayerischen Landesamtes für Denkmalpflege und in der Liste der Baudenkmäler in Dietfurt an der Altmühl eingetragen.